# Neodiprion sertifer
Espèce
Neodiprion sertifer, appelé diprion du pin sylvestre, tenthrède bilignée, tenthrède européenne du pin ou lophyre roux, est une espèce d'insectes de l'ordre des hyménoptères et du sous-ordre des symphytes.

## Cycle de vie

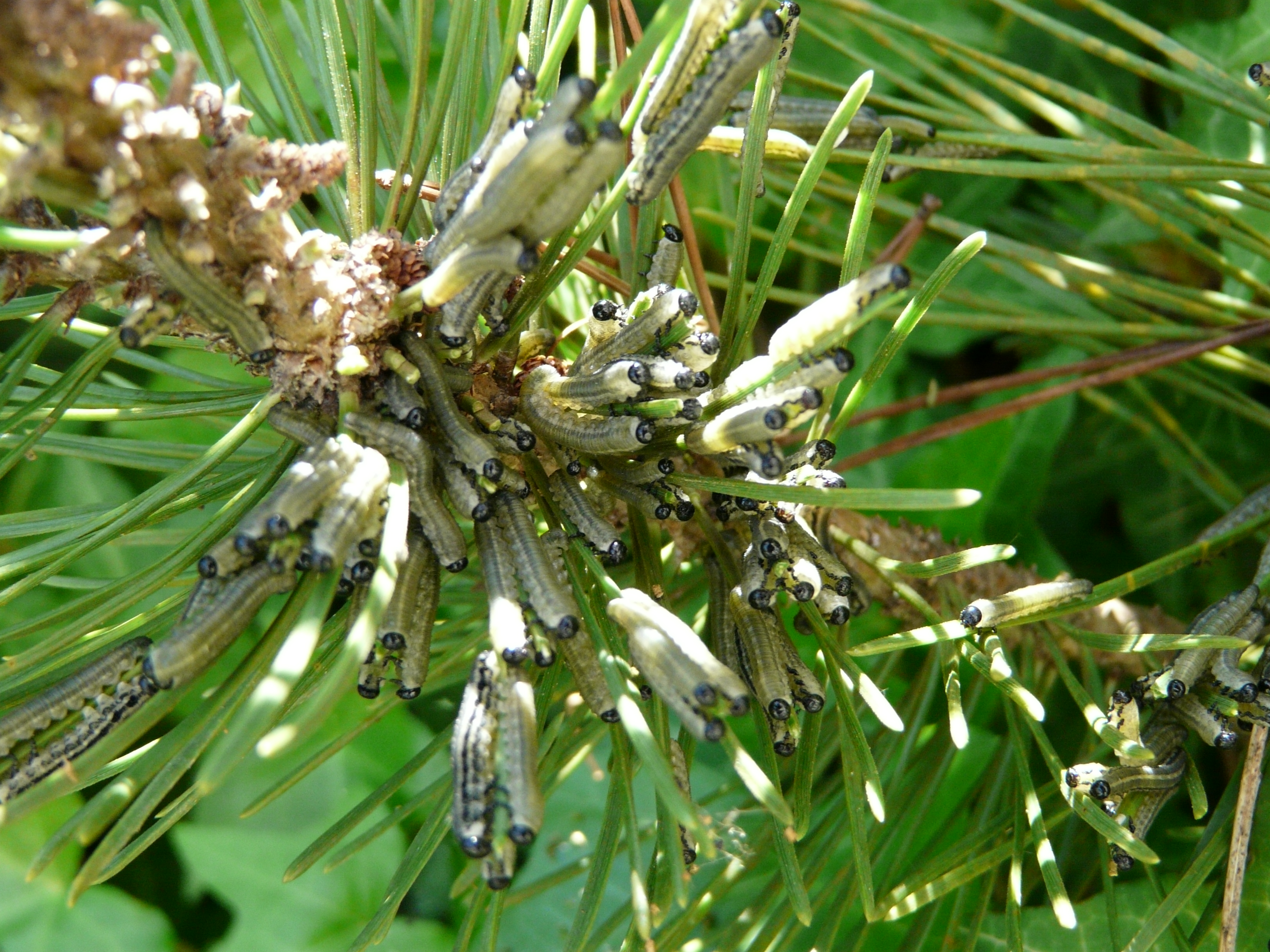
Fausses-chenilles de Neodiprion sertifer sur un pin nain.

Les œufs de cet insecte éclosent entre début avril et fin mai. Les larves sont des fausses-chenilles qui se nourrissent des aiguilles de pin. Une fois parvenues à maturité, elles s’enferment dans un cocon qu'elles ne quittent qu'à l'automne, ayant acquis une morphologie de mouche, pour s'accoupler. Les femelles pondent leurs œufs dans les conifères de septembre à octobre : leurs cibles favorites sont le pin sylvestre, le pin rouge, le pin gris et le pin rouge du Japon,.

## Un ravageur
Cette mouche à scie du pin d'origine européenne s'attaque aux conifères en dévorant leurs aiguilles en masse. Mais, quoique cette mutilation provoque l'anémie de l'arbre et retarde sa croissance, elle le fait rarement périr. Pour maîtriser les ravages des fausses-chenilles, on peut recourir à des parasites naturels, détruire les œufs ou asperger des pesticides: les larves sont particulièrement vulnérables aux pesticides ordinaires. L'épandage se fait généralement au stade précoce de la contamination, dès qu'une attaque est signalée.